# Rubén Iglesias
Rubén Jorge Iglesias (...) è un ex calciatore argentino, di ruolo difensore.

## Carriera
Iglesias inizia la carriera nel Lanús, con cui ottiene la promozione nella massima serie argentina nel 1964, esordendo nella massima serie nella stagione 1965, chiusa al quattordicesimo posto. Nello stesso anno passa all'Unión (SF), con cui rimane sino al 1967, anno del suo passaggio al San Lorenzo, con cui milita due stagioni nella massima serie argentina, entrambi conclusi nelle prime posizioni in classifica.
Nel 1968 si trasferì agli statunitensi del Dallas Tornado. I Tornado erano reduci dal tour mondiale voluto ed organizzato dal nuovo allenatore del club, il macedone-canadese Bob Kap, che vide la franchigia impegnata in una serie di massacranti incontri tra Africa, Europa, Asia e Oceania. Il tour ebbe effetti devastanti sulla squadra durante la stagione regolare, la prima della neonata NASL, che nonostante l'allontanamento di Kap, inanellò una lunga serie di sconfitte. La squadra chiuse il torneo al quarto ed ultimo posto della Gulf Division, con sole due vittorie e quattro pareggi ottenuti a fronte di ben 26 sconfitte, mentre Iglesias giocò un solo incontro.
Terminata l'esperienza statunitense torna in patria per giocare nell'Argentinos Juniors: con i bichos colorados gioca quattro stagioni nella massima serie, marcando 87 presenze con il suo club.
Nel 1972 passa all'All Boys, per poi tornare nel 1977 all'Argentinos.

## Palmarès
- Primera B Nacional: 1

Unión de Santa Fe: 1966